# Kylie (chanson)
Singles de Akcent
Dragoste de închiriat
(2005) JoKero
(2006)
Pistes de Primul capitol
French Kiss
(12) Kylie (Crush Rock Remix)
(14)
Kylie est une chanson du groupe roumain Akcent

Le clip a été réalisé par Iulian Mog et tourné en juin 2005. dans un club de Piteşti, en Roumanie.
"You drive me crazy you slowly drive me crazy
Red blooded baby can't get you off my mind
I should be lucky I should be so lucky
I should be lucky to sleep with you tonight"
"Red blooded baby" fait référence à la chanson "Red Blooded Woman", sortie en 2004.
"I should be lucky, I should be so lucky" fait référence à la chanson "I should be so lucky" sortie en 1987.
"Can't get you off my mind" fait référence à la chanson "Can't Get You Out Of My Head" sortie en 2001.

## Historique des Versions
- Roumanie - 20 juillet 2005
- Europe  - 10 février 2006
- Monde - 15 avril 2006

## Liste des pistes
CD-Single
1. Kylie (Original Radio Edit) - 4:09
2. Kylie (Black Sea Remix) - 4:36

- Extras:
  - Video Kylie

## Classement par pays
| Classement (2005-2007)                 | Meilleure position |
| -------------------------------------- | ------------------ |
| France (SNEP)                          | 21                 |
| Pays-Bas (Nederlandse Top 40)          | 4                  |
| Belgique (Flandre Ultratop 50 Singles) | 22                 |
| Suède (Sverigetopplistan)              | 18                 |
| Finlande (Suomen virallinen lista)     | 8                  |
| Danemark (Tracklisten)                 | 18                 |
| Allemagne                              | 91                 |